# Az-Za'ayyem
Az-Za'ayyem (àrab: الزعیم, az-Zaʿayyim) és una vila palestina de la governació de Jerusalem, a Cisjordània, situada 3 kilòmetres l'est de Jerusalem. Segons l'Oficina Central Palestina d'Estadístiques tenia 3.977 habitants el 2016. Les instal·lacions sanitàries d'az-Za'ayyem segons el Ministeri de Salut s'obtenen a Jerusalem Est. Az-Za'ayyem es troba prop de l'autopista 1 a Jerusalem i el punt de control d'Az-Za'ayyem al Mur de Cisjordània.